# Lobelia dioica
Lobelia dioica là loài thực vật có hoa trong họ Hoa chuông. Loài này được R.Br. mô tả khoa học đầu tiên năm 1810.